# 존스 콰인

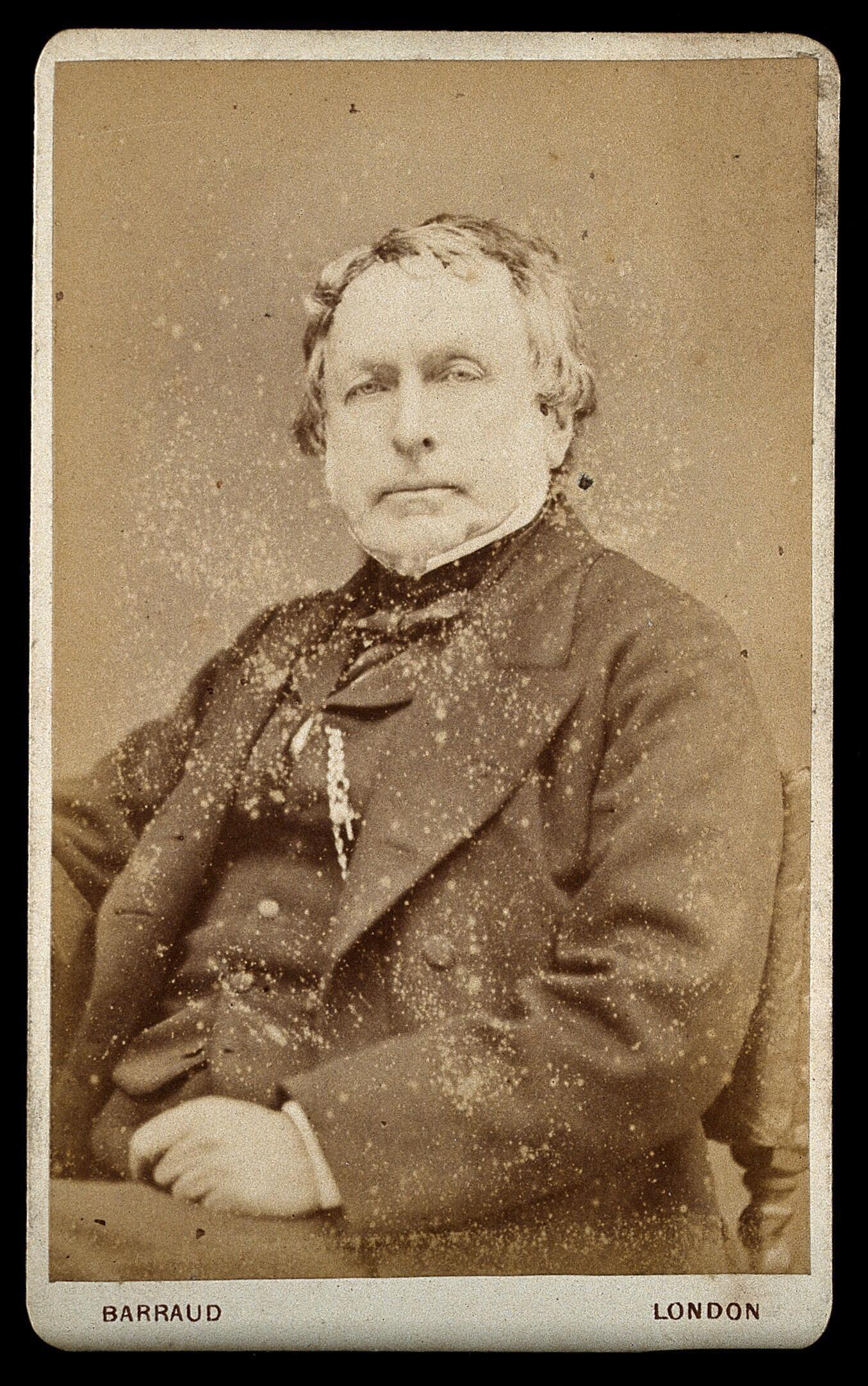
존스 콰인.

존스 콰인(Jones Quain, 'kwan'으로 발음, 1796년 11월~1865년 1월 31일)은 맬로에서 태어난 아일랜드의 해부학자이다. 콰인은 런던 대학교의 해부학 및 생리학 교수였다. "Elements of Anatomy"의 저자였으며, 그 초판은 1828년에 출판되었다.

## 생애

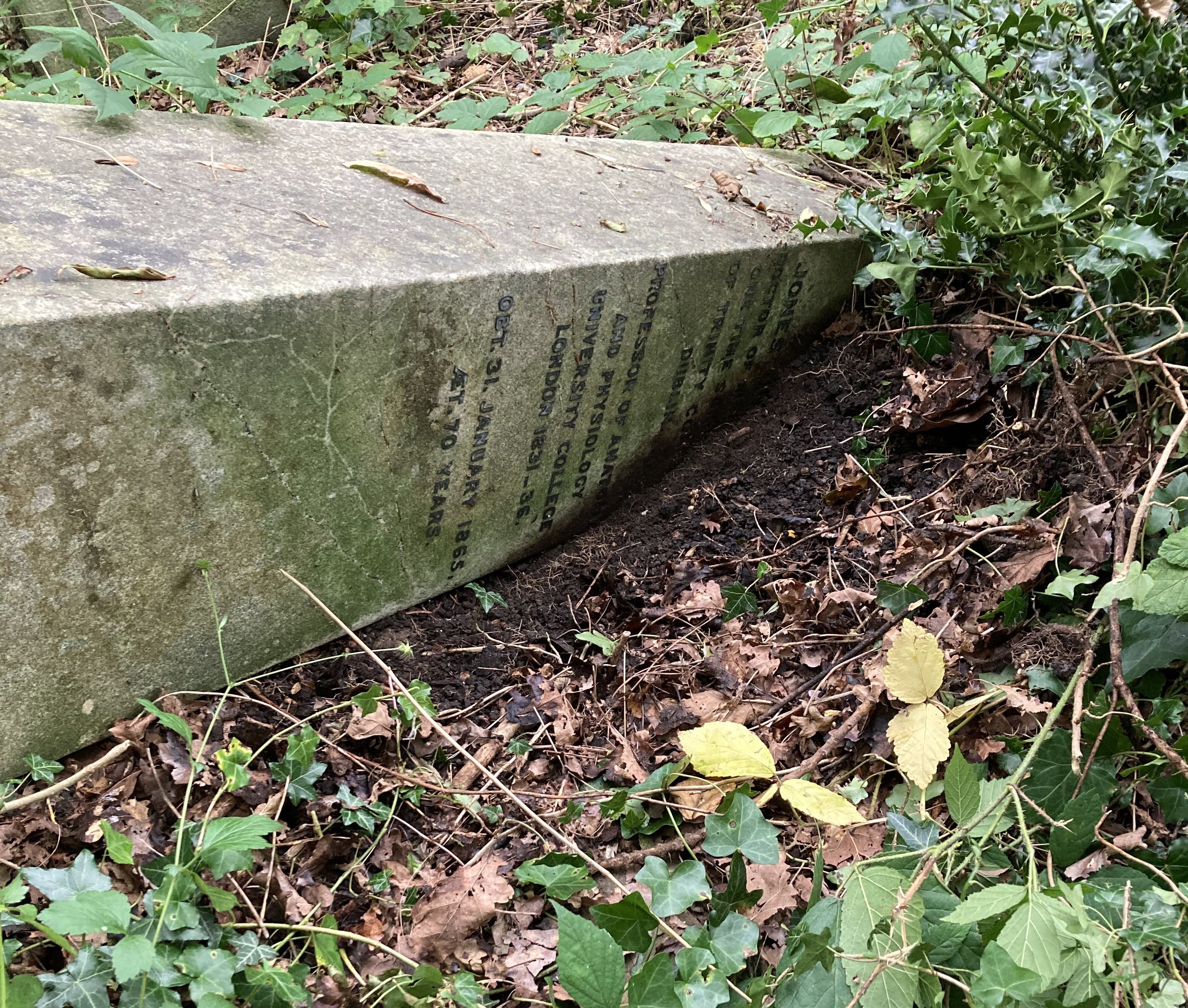
하이게이트 묘지에 있는 존스 콰인의 무덤

콰인은 1796년 11월에 Ratheahy, co.의 리처드 콰인(Richard Quain)의 장남으로 태어났다. 그의 할아버지는 Carrigoon, co.의 데이비드 콰인(David Quain)이었다. 그는 외가에서 존스의 이름을 받았다. 리처드 콰인(Richard Quain, 1800-1887)은 그의 친형이었고 존 리처드 콰인(John Richard Quain) 경은 그의 이복형제였다. 리처드 콰인 경은 그의 사촌이었다. 그는 퍼모이에 있는 Adair's school에서 교육을 받기 시작했다. 그 후 트리니티 칼리지 더블린에 입학하여 1814년 scholar로 선정되었다. 그는 예술과를 졸업하고 1820년에 의학 학사 학위를 취득했지만 1833년까지 M.D.를 진행하지 않았다. 대학 생활이 끝날 무렵 그는 대륙의 학교를 방문하여 파리에서 시간을 보내며 Martinet의 "Manual of Pathology"를 번역하고 편집했다.
콰인은 1825년 런던에 와서 해부학 교사 중 한 명으로 프레드릭 티렐(Frederick Tyrrell)이 설립한 앨더스게이트 의학 학교(Aldersgate medical school)에 합류했다. 다른 해부학 교사로는 윌리엄 로렌스(William Lawrence)가 있었다. 그곳에서 일하는 동안 그는 영어권 국가에서 표준 교과서가 된 "Elements of Anatomy"를 출판했다. 이때 상처를 입은 그는 객혈 발작을 일으켜 2년 동안 휴식을 취해야 했다.
콰인은 1831년 그랜빌 샤프 패티슨(Granville Sharp Pattison)의 사임으로 공석이 되었던 University College의 일반 해부학 교수직을 수락했다.그의 형제인 리처드 콰인은 설명 해부학에 대한 수석 시연자이자 강사로 활동했으며 에라스무스 윌슨(Erasmus Wilson)은 그의 시신 해부자였다. 그는 또한 생리학 강의에도 초대되었다. 1835년 유니버시티 칼리지에서 사임했고 같은 해 런던 대학교 평의회 의원이 되었다. 그는 인생의 마지막 20년 동안에는 은퇴 이후 주로 파리에서 생활하며 문학과 과학 연구에 전념했다. 콰인은 우아하고 뛰어난 학자였으며 과학뿐만 아니라 문학에도 깊은 관심을 보였다.
그는 1865년 1월 31일 미혼으로 사망하여 하이게이트 묘지(구획 번호 13693)의 동쪽에 묻혔다. 그의 무덤 위의 오벨리스크는 이제 무너져 비문이 크게 흐려졌다.

## 학술적 성과
그의 의학 저술은 다음과 같다.

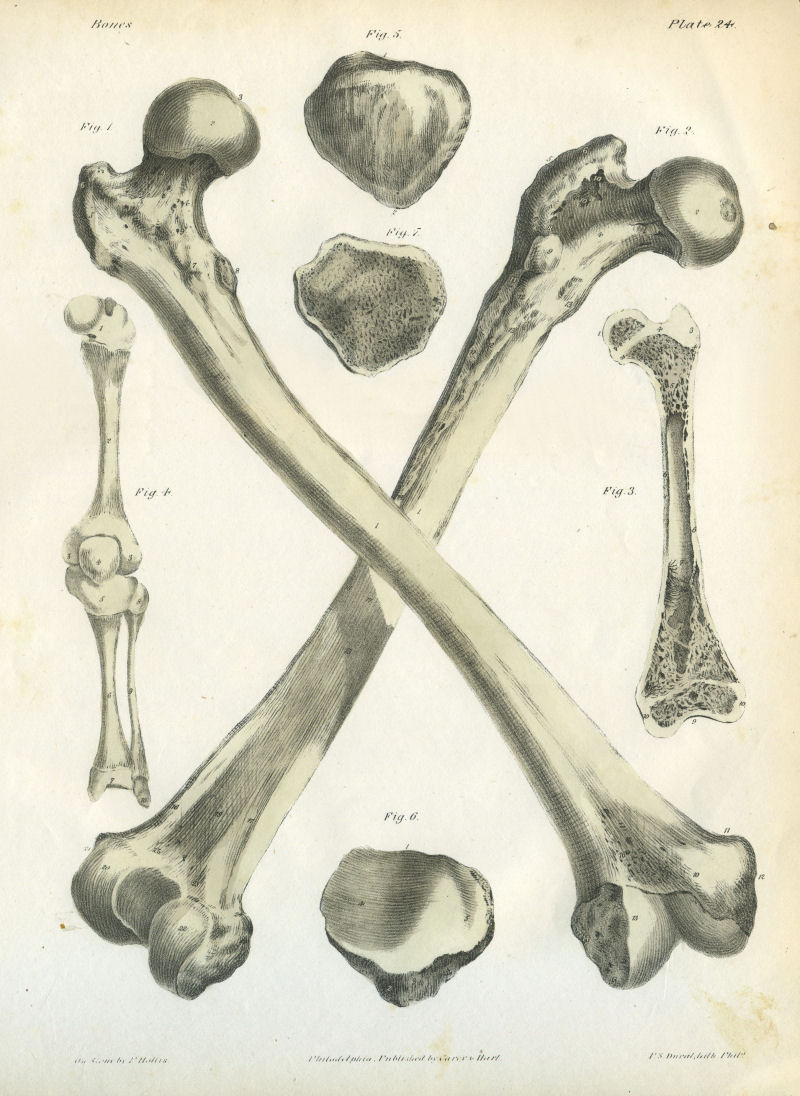
A Series of Anatomical Plates Bones Plate 24

1. Elements of Descriptive and Practical Anatomy for the use of Students, London, 1828; 2nd edit. London, 1832; 3rd edit. 1834; 4th edit. 1837; 5th edit. edited by R. Quain and W. Sharpey, 2 vols. 1848; 6th edit. edited by W. Sharpey and G. V. Ellis, 3 vols. 1856; 7th edit. edited by W. Sharpey, Allen Thomson, and John Cleland, 2 vols. 1864–7; translated into German, Erlangen, 1870–2; 8th edit. edited by W. Sharpey, Allen Thomson, and E. A. Schäfer, 2 vols. 1876; 9th edit. edited by Allen Thomson, E. A. Schäfer, and G. D. Thane, 2 vols. 1882; 10th edit. by E. A. Schäfer, and G. D. Thane, 3 vols. 1890, &c.
2. Martinet's Manual of Pathology translated, with notes and additions, by Jones Quain, London, 1826; 2nd edit. 1827; 3rd edit. 1829; 4th edit. 1835.
3. With Erasmus Wilson, A Series of Anatomical Plates in Lithography with References and Physiological Comments illustrating the Structure of the different Parts of the Human Body, 2 vols., London, 1836–42.[1]